# Pedro Cavadas
Pedro Carlos Cavadas Rodríguez (Valencia, 4 de noviembre de 1965) es un cirujano plástico español.

## Biografía
Hijo de un abogado del Estado y de una ama de casa procedentes de Castellar de Santiago, Pedro Cavadas ha declarado en numerosas ocasiones que su sueño de niño era emular a Félix Rodríguez de la Fuente. Se licenció en Medicina en 1988 gracias a la Universidad de Valencia con Mención de Honor. Realizó la especialidad de Cirugía Plástica y Reparadora como Médico Interno Residente en el Hospital La Fe de Valencia, obteniendo el título en 1995. Ese mismo año obtuvo el grado de Doctor por la Universidad de Valencia,  con la  tesis Reconstrucción traqueal mediante colgajo libre prefabricado. Estudio experimental, con la calificación de Apto cum laude. Completó su formación en Estados Unidos.
Tras una etapa en el Centro de Rehabilitación de Levante y el Hospital Clínico de Valencia, regresó al Hospital La Fe, con estancias temporales en Kenia, donde ha creado una fundación de cirugía reparadora.
El doctor Cavadas, según ha reconocido él mismo en varias ocasiones, se había convertido en el prototipo de cirujano rico y ambicioso. Sin embargo, la trágica muerte de su hermano y sus estancias en Kenia le llevaron a cambiar de vida y crear la Fundación Pedro Cavadas, organización sin ánimo de lucro que se dedica a cirugía reconstructiva en África. La misión de la Fundación es, según sus propias palabras, ayudar a aquellos que no pueden elegir y a la vez devolver aquello que nos ha sido dado.

## Hitos
Es autor, hasta la fecha, de más de 120 publicaciones internacionales, y ha asistido y organizado múltiples cursos de Cirugía Reconstructiva, nacionales e internacionales. Fue director del IX Congreso de la International Society of Hand and Composite Tissue Allotransplantation que se celebró en Valencia los días 11 y 12 de septiembre de 2009.
Entre sus éxitos profesionales se encuentran diversos casos de trasplantes de extremidades. Fue el primer cirujano que trasplantó dos manos y que convirtió un brazo derecho en izquierdo. Ha realizado las siguientes intervenciones:
- En marzo de 2004 realiza una operación pionera, manteniendo vivo un brazo amputado al conectarlo con la venas y arterias de la pierna del propio amputado durante nueve días y reimplantarlo posteriormente.[10]
- En diciembre de 2006 realiza un trasplante de dos manos y antebrazos a Alba Lucía, una mujer colombiana de 47 años que había perdido sus manos 23 años antes, tras una explosión en una clase de química, siendo así la primera mujer del mundo trasplantada de antebrazos, la séptima persona del mundo y la primera en España.[11][12]
- En marzo de 2007 reimplanta una mano a un bebé de dos años.[13]
- En noviembre de 2007 realiza el séptimo trasplante de manos y antebrazos del mundo y el segundo en España, siendo esta su segunda operación del mismo tipo.[14]
- En marzo de 2008 realiza el segundo autotrasplante cruzado de brazo del mundo.[15] Además extirpa un tumor gigante torácico extirpando nueve costillas.[16]
- En mayo de 2008 reimplantó un brazo amputado por cuatro partes.[17]
- En octubre de 2008 realiza el segundo trasplante a nivel mundial de dos brazos enteros.[18] También extirpó un tumor desmoide gigantesco ubicado en el tórax a la hija de un colaborador de Hugo Chávez.[19]
- En noviembre de 2008 reimplanta una pierna en su lugar original tras haberla implantado previamente en la ingle y en la otra pierna del propio paciente.[20]
- En agosto de 2009 llevó a cabo con éxito el primer trasplante de cara en España (octavo del mundo).[21] Además, es el primer trasplante de cara que incluye la lengua y la mandíbula.[22]
- En julio de 2011 realizó el primer trasplante simultáneo y bilateral de piernas a nivel mundial.[23] El restablecimiento de ambas piernas fue por encima de las rodillas, aunque al año siguiente hubo que amputárselas de nuevo.[24]
- En junio de 2012 dirigió la reimplantación de los dos pies a un niño de diez años que había sufrido sendas amputaciones de las piernas a la altura de los tobillos.[25]
- Entre 2015 y 2016 realiza diversas cirugías a una mujer marroquí aislada socialmente a causa de un gran neurofibroma en el rostro, logrando reconstruir este tras la extirpación.[26]
- En 2016 logró extirpar un tumor semimaligno gigante, situado en la base del cráneo, a un hombre de Kenia de 36 años.[27]
- En marzo de 2018 reimplantó la mano derecha amputada de un marine estadounidense que llevaba unas diez u once horas de isquemia.[28]
- En julio de 2018 reconstruyó la columna vertebral de un joven tetrapléjico desde los nueve años por lesión de arma de fuego.[29]
- En octubre de 2018 reconstruyó la cara y la mano de un hombre keniano de 52 años herido por una hiena.[30]
- En enero de 2020 extirpó un tumor de la cara de un niño, siendo el tumor más grande que el cráneo del chico.[31] El niño falleció en febrero del mismo año a causa de una "hemorragia masiva" al atragantarse.

## Controversias
En enero de 2020, Cavadas fue tachado de alarmista sobre sus advertencias de la llegada del COVID-19 en España, debido a que la versión del Gobierno español era que el virus no se propagaría a más de dos casos. Después de confirmarse sus advertencias, nadie se retractó de las acusaciones. También declaró que habría que aceptar que aparecerán efectos adversos tras la aplicación de las vacunas contra la COVID-19.

## Reconocimientos
- Premio Internacional Federación Ibero-Latinoamericana de Cirugía Plástica (FILACP) de Residentes, 1994.
- Premio Mejor Residente de Microcirugía, Estados Unidos, 1995.
- Premio Protagonistas, 2007.
- Doctor honoris causa de la Universidad Internacional de Valencia, Valencia, 2012.[34]
- Premio Balmis del Rotary Club Alicante, 2012.
- Premio Iberoamericano Cortes de Cádiz de Cirugía «Pedro Virgili», 2017.[35]
- Medalla de la Marina de Estados Unidos, 2018.[36]
- Premio Unidos por la Paz del Rotary e- Club del Mediterráneo, 2021.